# Игры островов Индийского океана

CIJ (логотип)

Игры островов Индийского океана (фр. Jeux des îles de l'océan Indien, англ. Indian Ocean Island Games, малаг. Lalao nosy ranomasimbe Indiana) — региональные комплексные спортивные соревнования среди атлетов 7 островных государств и территорий бассейна Индийского океана, проводящиеся раз в 4 года под управлением Международного совета Игр островов (фр. Le Conseil International des Jeux des Iles — CIJ). Официально признаются Международным олимпийским комитетом в качестве региональных игр.

## История
Впервые планы проведения мультиспортивных соревнований стран бассейна Индийского океана появились ещё в 1950 году, но значительные организационные трудности долгое время не давали возможности их реализовать. Лишь в 1974 году региональный олимпийский комитет Реюньона выступил с конкретной инициативой о проведении Игр островов Индийского океана. В 1976 эти планы были поддержаны Международным олимпийским комитетом (МОК). 14 октября 1977 в административном центре Реюньона Сен-Дени состоялось собрание под руководством президента НОК Франции К.Коллара с участием представителей МОК и национальных олимпийских комитетов Шри-Ланки, Маврикия, Сейшельских, Мальдивских и Коморских островов. На этом собрании было принято решение об организации Международного совета игр островов и о проведении спортивных соревнований государств и территорий Индийского океана. Позже Шри-Ланка вышла из совета и на первых Играх, прошедших в 1979 году в Реюньоне, участвовали Реюньон, Маврикий, Сейшелы, Коморы и Мальдивы. С 1985 в Играх принимает участие Мадагаскар, а с 2003 — Майотта (в 2003 в составе общей команды с Реюньоном, а с 2007 — самостоятельно). С 2003 года выдерживается периодичность проведения соревнований — раз в четырёхлетие в предолимпийский год.

## Игры островов Индийского океана
| Игры | Год  | Страна проведения   | Даты                       | Видов спорта | Команд |
| ---- | ---- | ------------------- | -------------------------- | ------------ | ------ |
| I    | 1979 | Реюньон             | 25 августа—1 сентября 1979 | 13           | 5      |
| II   | 1985 | Маврикий            | 24 августа—1 сентября 1985 | 13           | 6      |
| III  | 1990 | Мадагаскар          | 24 августа—2 сентября 1990 | 14           | 6      |
| IV   | 1993 | Сейшельские Острова | 20—29 августа 1993         | 13           | 6      |
| V    | 1998 | Реюньон             | 7—15 августа 1998          | 16           | 6      |
| VI   | 2003 | Маврикий            | 29 августа—7 сентября 2003 | 13           | 6      |
| VII  | 2007 | Мадагаскар          | 9—19 августа 2007          | 15           | 7      |
| VIII | 2011 | Сейшельские Острова | 5—14 августа 2011          | 12           | 7      |
| IX   | 2015 | Реюньон             | 1—8 августа 2015           | 14           | 6      |
| X    | 2019 | Маврикий            | 19—28 июля 2019            | 14           | 7      |
| XI   | 2023 | Мадагаскар          | 23 августа—3 сентября 2023 | 20           | 7      |

## Страны-участницы
|                        | 1979 | 1985 | 1990 | 1993 | 1998 | 2003 | 2007 | 2011 | 2015 | 2019 | 2023 |
| Коморские Острова      | Х    | Х    | Х    | Х    | Х    | Х    | Х    | Х    |      | Х    | Х    |
| Маврикий               | Х    | Х    | Х    | Х    | Х    | Х    | Х    | Х    | Х    | Х    | Х    |
| Мадагаскар             |      | Х    | Х    | Х    | Х    | Х    | Х    | Х    | Х    | Х    | Х    |
| Майотта                |      |      |      |      |      |      | Х    | Х    | Х    | Х    | Х    |
| Мальдивская Республика | Х    | Х    | Х    | Х    | Х    | Х    | Х    | Х    | Х    | Х    | Х    |
| Реюньон                | Х    | Х    | Х    | Х    | Х    | Х    | Х    | Х    | Х    | Х    | Х    |
| Сейшельские Острова    | Х    | Х    | Х    | Х    | Х    | Х    | Х    | Х    | Х    | Х    | Х    |

## Таблица медалей
В приведённой таблице указано количество вручённых медалей за всю историю Игр островов Индийского океана.
| Страна                 | Золото | Серебро | Бронза | Всего |
| Реюньон                | 709    | 677     | 609    | 1995  |
| Маврикий               | 588    | 629     | 660    | 1877  |
| Мадагаскар             | 523    | 457     | 482    | 1462  |
| Сейшельские Острова    | 253    | 266     | 331    | 850   |
| Коморские Острова      | 10     | 24      | 75     | 109   |
| Мальдивская Республика | 10     | 20      | 35     | 65    |
| Майотта                | 8      | 21      | 43     | 72    |

## Виды спорта
| Вид спорта          | 1979 | 1985 | 1990 | 1993 | 1998 | 2003 | 2007 | 2011 | 2015 | 2019 | 2023 |
| ------------------- | ---- | ---- | ---- | ---- | ---- | ---- | ---- | ---- | ---- | ---- | ---- |
| Бадминтон           | Х    | Х    | Х    | Х    | Х    | Х    |      | Х    | Х    | Х    | Х    |
| Баскетбол           | Х    | Х    | Х    | Х    | Х    | Х    | Х    | Х    | Х    | Х    | Х    |
| Баскетбол 3×3       |      |      |      |      |      |      |      |      |      |      | Х    |
| Бокс                | Х    | Х    | Х    | Х    | Х    | Х    | Х    | Х    | Х    | Х    | Х    |
| Борьба              |      |      | Х    |      | Х    |      | Х    |      |      |      | Х    |
| Велоспорт шоссейный | Х    | Х    | Х    | Х    | Х    | Х    | Х    | Х    | Х    | Х    | Х    |
| Волейбол            | Х    | Х    | Х    | Х    | Х    | Х    | Х    | Х    | Х    | Х    | Х    |
| Гандбол             |      |      |      |      | Х    |      |      |      | Х    |      | Х    |
| Дзюдо               |      | Х    | Х    | Х    | Х    | Х    | Х    | Х    | Х    | Х    | Х    |
| Карате              |      |      |      |      | Х    |      | Х    |      |      |      | Х    |
| Кикбоксинг          |      |      |      |      |      |      |      |      |      |      | Х    |
| Лёгкая атлетика     | Х    | Х    | Х    | Х    | Х    | Х    | Х    | Х    | Х    | Х    | Х    |
| Парусный спорт      | Х    | Х    |      | Х    | Х    | Х    |      | Х    | Х    | Х    |      |
| Петанк              |      |      | Х    |      |      |      | Х    |      |      |      | Х    |
| Плавание            | Х    | Х    | Х    | Х    | Х    | Х    | Х    | Х    | Х    | Х    | Х    |
| Пляжный волейбол    |      |      |      |      |      |      |      |      |      | Х    |      |
| Регби-7             | Х    |      |      |      |      |      |      |      |      | Х    | Х    |
| Теннис              | Х    | Х    | Х    | Х    | Х    | Х    | Х    |      | Х    |      | Х    |
| Теннис настольный   | Х    | Х    | Х    | Х    | Х    | Х    | Х    | Х    | Х    | Х    | Х    |
| Тхэквондо           |      |      |      |      |      |      | Х    |      |      |      | Х    |
| Тяжёлая атлетика    | Х    | Х    | Х    | Х    | Х    | Х    | Х    | Х    | Х    | Х    | Х    |
| Футбол              | Х    | Х    | Х    | Х    | Х    | Х    | Х    | Х    | Х    | Х    | Х    |